# Korisios
Korisios (griechisch Κορισίος) war wahrscheinlich ein keltischer Waffenschmied, tätig wohl in der ersten Hälfte des 1. Jahrhunderts v. Chr.
Korisios ist heute nur noch von einer Signatur in altgriechischer Sprache auf einem hervorragend gearbeiteten eisernen Schwert der Form Latène-D bekannt. Die Signatur findet sich neben einer Beschlagmarke, die zwei gehörnte Tiere zeigt, die in antithetischer Haltung an einer Palme, nach anderer Interpretation zwei Ziegen am Baum des Lebens, aufgerichtet sind und aus dieser Knospen oder Datteln fressen. Genauere Fundumstände sind nicht bekannt. Doch wurde es laut alten Museumsaufzeichnungen im Rahmen der Juragewässerkorrektion in den Jahren 1868 bis 1875 in der Nähe von Port BE bei Arbeiten im Zuge der Anlage des Nidau-Büren-Kanals im alten Zihllauf gefunden. Heute gehört es zur Sammlung des Historischen Museums in Bern.
Durch die Signatur ist das Schwert ein bedeutendes sprachwissenschaftliches Zeugnis, das nach seiner Entdeckung großes Aufsehen erregte. Es bestätigte erstmals den Bericht Gaius Iulius Caesars, dass die Kelten schon vor der Unterwerfung durch die Römer die griechische Schrift verwendet hatten. Zusammen mit seitdem entdeckten keltischen Graffiti aus dem Oppidum von Manching ist das Schwert damit möglicherweise das älteste Zeugnis der Nutzung von Schrift in der Region nördlich der Alpen. Die Klinge wurde offenbar vorsätzlich in eine rechtwinklige Form verbogen; solche Verbiegungen waren in vielen prähistorischen Kulturen üblich, um eine Grabbeigabe oder Stiftung für lebende Menschen nicht mehr nutzbar zu machen. In ähnlichem Zustand wurde etwa auch ein vom Schmied Kekebes signiertes Schwert in Spanien gefunden. Es ist aufgrund des Zustandes als Weiheobjekt nicht vollkommen sicher, ob Korisios der Schmied der Waffe war oder nur der Besitzer, Stifter oder Auftraggeber, wobei in der Forschung der Interpretation als Schmied und seltener als Besitzer der Vorrang gegeben wird. Ebenso ist unklar, ob die Klinge direkt für den Weihe- oder Grabkontext gefertigt und verbogen wurde oder nach einer Nutzung in einen Grab- oder Weihekontext überführt und erst dann unschädlich gemacht wurde.